# Code postal en Haïti
En Haïti, le code postal est une suite de caractères commençant par deux lettres suivies de quatre chiffres située au début (à la gauche) de l'avant-dernière ligne de l'adresse et avant le nom de la section communale. Il est mis en place en 2003 par l'administration de l'Office des Postes d'Haïti qui est entrée dans l'Union postale universelle depuis le 1er juillet 1881.

## Composition
Les codes postaux en Haïti se composent de 4 chiffres précédés par "HT". par exemple:
| HT 6112 |

En général, le 1er chiffre représente le département, le 2e est l'arrondissement, le 3e est la commune, le 4e est la section communale.

### Le Format d'adresse
Haïti est divisée en 10 départements, 42 arrondissements, 144 communes et 509sections communales. L'Office des Postes d'Haïti demande que le code de pays "HT" soit placé avant les chiffres de code postal. Le code "HT" fait partie intégrante du code postal, même pour le courrier à l'intérieur du pays, par exemple :
| Monsieur Weed Rodney Rue Lapaix1 HT6134 Carrefour HAITI |

## Haïti ouest cabaret

### Département de l'Artibonite
- HT4110 : Gonaïves
- HT4111 : Petite Rivière de l’Artibonite
- HT4120 : Ennery
- HT4130 : L'Estère
- HT4210 : Gros Morne
- HT4220 : Terre-Neuve
- HT4230 : Anse-Rouge
- HT4231 : Sources Chaudes
- HT4310 : Saint-Marc
- HT4311 : Montrouis
- HT4320 : Verrettes
- HT4321 : Désarmes
- HT4322 : Deschapelles
- HT4323 : Liancourt
- HT4410 : Dessalines (Marchand-Dessalines)
- HT4420 : Petite-Rivière-de-l’Artibonite
- HT4421 : Savane à Roches
- HT4430 : Grande-Saline
- HT4440 : Desdunes
- HT4510 : Marmelade
- HT4520 : Saint-Michel-de-l’Attalaye
- HT4530 : Moreau Paye

### Département du Centre
- HT5110 : Hinche
- HT5111 : Los Palis
- HT5120 : Maïssade
- HT5121 : Louverture
- HT5130 : Thomonde
- HT5140 : Cerca-Carvajal
- HT5210 : Mirebalais
- HT5211 : Dufailly
- HT5220 : Saut-d’Eau
- HT5230 : Boucan-Carré
- HT5231 : Péligre
- HT5310 : Lascahobas
- HT5320 : Belladère
- HT5321 : Baptiste
- HT5330 : Savanette
- HT5410 : Cerca-la-Source
- HT5411 : Saltadère
- HT5412 : Lamielle
- HT5420 : Thomassique

### Département de la Grande Anse
- HT7110 : Jérémie
- HT 7111 : Léon
- HT 7112 : Marfranc
- HT7120 : Abricots
- HT7130 : Bonbon
- HT7140 : Moron
- HT7141 : Sources Chaudes
- HT7150 : Chambellan
- HT7210 : Anse-d’Hainault
- HT7220 : Dame-Marie
- HT7221 : Lesson
- HT7230 : Les Irois
- HT7231 : Carcasse
- HT7310 : Corail
- HT7320 : Roseaux
- HT7330 : Beaumont
- HT7340 : Pestel

### Département des Nippes
- HT7410 : Miragoâne
- HT7411 : Saint-Michel-du-Sud
- HT7412 : Paillant
- HT7413 : Fonds-des-Nègres
- HT7420 : Petite-Rivière-de-Nippes
- HT7510 : Anse-à-Veau
- HT7520 : Baradères
- HT7521 : Grand-Boucan
- HT7530 : Petit-Trou-de-Nippes
- HT7540 : L’Asile

### Département du Nord
- HT1110 : Cap-Haïtien (la ville)
- HT1111 : Bande-du-Nord (quartier du Cap)
- HT1112 : Labadie (quartier du Cap)
- HT1113 : Haut-du-Cap (quartier du Cap)
- HT1114 : Petite-Anse
- HT1120 : Quartier-Morin
- HT1130 : Limonade
- HT1210 : Acul-du-Nord
- HT1211 : La Soufrière
- HT1220 : Plaine-du-Nord
- HT1221 : Robillard
- HT1230 : Milot
- HT1231 : Carrefour-des-Pères
- HT1310 : Grande-Rivière-du-Nord
- HT1320 : Barbon
- HT1410 : Saint-Raphaël
- HT1420 : Dondon
- HT1430 : Ranquitte
- HT1440 : Pignon
- HT1450 : La Victoire
- HT1510 : Borgne
- HT1511 : Petit-Bourg-de-Borgne
- HT1517 : Côte-de-Fer et Fond
- HT1520 : Port-Margot
- HT1521 : Bayeux
- HT1522 : Margot
- HT1610 : Limbé
- HT1611 : Camp-Coq
- HT1620 : Bas-Limbé
- HT1710 : Plaisance
- HT1720 : Pilate
- HT1723 : Ravine-Trompette

### Département du Nord-Est
- HT2110 : Fort-Liberté
- HT2111 : Dérac
- HT2112 : Acul Samedi
- HT2120 : Ferrier
- HT2121 : Maribahoux
- HT2130 : Perches
- HT2210 : Ouanaminthe
- HT2220 : Capotille
- HT2230 : Mont-Organisé
- HT2310 : Trou-du-Nord
- HT2320 : Sainte-Suzanne
- HT2321 : Dupity
- HT2330 : Terrier-Rouge
- HT2331 : Phaëton
- HT2332 : Paulette
- HT2340 : Caracol
- HT2410 : Vallières
- HT2411 : Grosse-Roche
- HT2420 : Carice
- HT2430 : Mombin-Crochu
- HT2431 : Bois-Laurence

### Département du Nord-Ouest
- HT3110 : Port-de-Paix
- HT3111 : La Pointe
- HT3120 : La Tortue
- HT3121 : Pointe des Oiseaux
- HT3122 : Mare Rouge
- HT3130 : Bassin-Bleu
- HT3140 : Chansolme
- HT3210 : Saint-Louis-du-Nord
- HT3211 : Bonneau
- HT3212 : Guichard
- HT3220 : Anse-à-Foleur
- HT3310 : Môle-Saint-Nicolas
- HT3320 : Bombardopolis
- HT3330 : Baie-de-Henne
- HT3340 : Jean-Rabel

### Département de l’Ouest
- HT6110 : Port-au-Prince

- HT6111 : Bel-Air et Bourdon
- HT3408 : Puits Blain
- HT6113 : Turgeau et Pacot
- HT6114 : Bois Verna
- HT6115 : Lalue
- HT6116 : Carrefour Feuilles
- HT6117 : Morne de l’Hôpital
- HT6118 : Bolosse
- HT6119 : Martissant et Fontamara
- HT6120 : Delmas
- HT6121 : Varreux
- HT6122 : Cité soleil
- HT6123 : Maïs Gâté, Tabarre zone 1
- HT6124 : Petite Place Cazeau, Tabarre zone 2
- HT6125 : Croix-des-Missions
- HT6130 : Carrefour
- HT6131 : Bizoton
- HT6132 : Diquini, Thor
- HT6133 : Côte-Page, Mahotière
- HT6134 : Arcachon, Warney
- HT6135 : Brochette
- HT6136 : Lamentin, Mariani, Merger
- HT6140 : Pétion-Ville
- HT6141 : Frères, Pergnier, Peguy-ville
- HT6123 : Tabarre (zone1)
- HT6124 : Tabarre (zone2)
- HT6142 : Pèlerin
- HT6143 : Tête de l’Eau
- HT6144 : Laboule
- HT6145 : Thomassin
- HT6146 : Fermathe
- HT6147 : Pergnier
- HT6150 : Kenscoff
- HT6160 : Gressier
- HT6210 : Léogâne
- HT6211 : Trouin
- HT6212 : Orangers
- HT6220 : Petit-Goâve
- HT6221 : Vialet
- HT6230 : Grand-Goâve
- HT6310 : Croix-des-Bouquets
- HT6311 : Santo
- HT6312 : Bon Repos
- HT6320 : Thomazeau
- HT6330 : Ganthier
- HT6331 : Fonds Parisien et Galette Bonbon
- HT6330 : Cornillon
- HT6340 : Fonds Verettes
- HT6410 : Arcahaie
- HT6411 : Saintard
- HT6420 : Cabaret
- HT6421 : Casale
- HT6510 : Anse à Galets (La Gonâve)
- HT6520 : Pointe à Raquette (La Gonâve)

### Département du Sud
- HT8110 : Les Cayes
- HT8120 : Torbeck
- HT8121 : Puits Blain
- HT8122 : Ducis
- HT8130 : Chantal
- HT8140 : Camp Perrin
- HT8150 : Maniche
- HT8160 : L’Île à Vaches
- HT8210 : Port-Salut
- HT8220 : Saint-Jean-du-Sud
- HT8230 : Arniquet
- HT8310 : Aquin
- HT8311 : Fond-Des-Blancs
- HT8312 : Vieux-Bourg d’Aquin
- HT8313 : La Colline
- HT8320 : Saint-Louis-du-Sud
- HT8330 : Cavaillon
- HT8410 : Côteaux
- HT8411 : Damassin
- HT8412 : La Côte
- HT8420 : Port-à-Piment
- HT8430 : Roche-à-Bateau
- HT8510 : Les Chardonnières
- HT8511 : Randel
- HT8520 : Les Anglais
- HT8530 : Tiburon
- HT8531 : Cahonane

### Département du Sud-Est
- HT9110 : Jacmel
- HT9111 : Marbial
- HT9120 : Marigot
- HT9121 : Seguin
- HT9130 : Cayes-Jacmel
- HT9140 : La Vallée-de-Jacmel
- HT9210 : Bainet
- HT9220 : Côtes-de-Fer
- HT9310 : Belle-Anse
- HT9311 : Mapou
- HT9320 : Grand-Gosier
- HT9321 : Bodarie
- HT9330 : Thiotte
- HT9340 : Anse-à-Pitre
- HT9341 : Banane